# La Repubblica (Gérôme)
La Repubblica (La République) è un quadro ad olio su tela dipinto nel 1848 dal pittore francese Jean-Léon Gérôme per un concorso per il quale era stato selezionato. Il dipinto è in stile neogreco.

## Contesto
Dopo la caduta della monarchia di luglio nel 1848, il governo provvisorio della seconda Repubblica organizzò un concorso per una figura allegorica della Repubblica. Lo scopo di questo concorso era di permettere alla Repubblica di acquisire una rappresentazione simbolica capace di essere diffusa in tutta la Francia e di applicare gli ideali di egualitarismo nelle arti che lo spirito rivoluzionario del 1848 desiderava promuovere.

## Storia

### Concorso
Lo scopo del concorso era quello di realizzare una figura dipinta o scolpita, ma anche una medaglia commemorativa. Il programma venne pubblicato tramite la stampa e i manifesti il 28 marzo del 1848. I concorrenti avevano un mese di tempo per produrre uno schizzo di 65 centimetri di altezza, non firmato, ma che doveva essere accompagnato da una busta chiusa contenente un motto e qualcosa che permettesse di riconoscere l'identità dell'artista. La giuria era composta, tra gli altri, da Ingres, Delaroche, Delacroix... Su 28 schizzi proposti la giuria ne selezionò 20. La giuria preferì Hippolyte Flandrin. Quanto a Gérôme, egli arrivò sesto per numero di voti. La seconda parte del concorso consisteva nel realizzare il quadro finale.
L'annullamento del concorso venne annunciato dalla giuria il 23 ottobre del 1848 senza che venisse scelto alcun vincitore.

### Acquisto
Nel 1848, lo stato acquistò La Repubblica per il municipio di Montmartre. Nel 1922, venne affidata al municipio del comune di Lilas, dove venne esposta nella scalinata d'onore. Negli anni 1960 l'opera venne restaurata. La tela venne prestata al museo d'Orsay per la mostra su Gérôme nel 2010. Lo schizzo si trova in una collezione privata e un secondo dipinto fa parte della collezione del Petit Palais.

## Descrizione

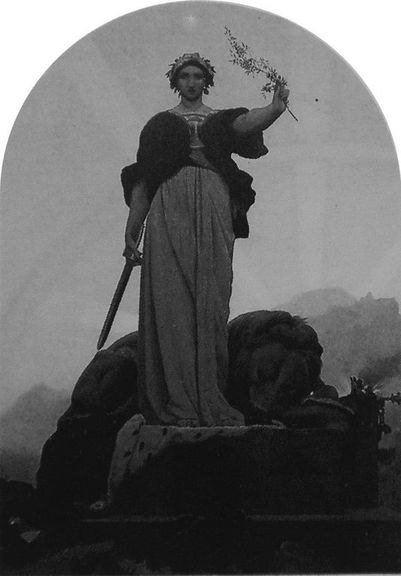
Lo schizzo iniziale dell'opera.

La tela misura 292 × 193 cm (322 × 223 cm compresa la cornice dalla parte superiore arrotondata). Gérôme fece dell'allegoria della repubblica una dea "moderata, di buon governo [...], ella è fissa, quasi ieratica; il corpo dritto e rigido, visto di fronte..." Il braccio sinistro è teso e brandisce un ramo d'alloro, mentre il braccio destro, lungo il corpo, impugna un gladio puntato verso il suolo. Ella sembra guardare lo spettatore mantenendo una postura contrapposta. La sua veste bianca è cinta da una fascia tricolore. Ella indossa una corona di quercia tenuta da un laccio rosso che le trattiene i capelli: Gérôme ha deciso di non utilizzare il berretto frigio, un simbolo del Terrore del 1793. Una sorta di gorgiera di rame orna la parte superiore della veste. Ella è scalza e in cima a un piedistallo con due gradini. Dietro di lei, ai suoi piedi, si trova un leone disteso di profilo.
Sullo sfondo, in basso, c'è una striscia sottile di mare, sopra c'è un cielo dell'alba che è attraversato da un arcobaleno tricolore che sembra prolungare la cintura dell'allegoria, simboleggiando la pacificazione repubblicana dopo i tumulti della rivoluzione. Al di sopra della sua testa, c'è una stellina a cinque punte.